# Келли, Флоренс
Флоренс Келли (12 сентября 1859 — 17 февраля 1932) — американская общественная деятельница, переводчица, юрист. Боролась за права детей, выступала против детского труда, а также за восьмичасовой рабочий день, установление минимума оплаты труда и ликвидацию так называемых «свитшопов» («потогонок»).
Занимала пост первого генерального секретаря Национальной лиги потребителей с момента основания Лиги в 1899 году. В 1909 участвовала в создании Национальной ассоциации содействия прогрессу цветного населения (NAACP).

## Биография

### Ранние годы
Является дочерью Уильяма Келлиen — известного аболициониста, друга Авраама Линкольна и соучредителя Республиканской партии, представлявшего её в Конгрессе США на протяжении 29 лет. Влияние отца на жизнь Флоренс было очевидно. Она вспоминала: «Я обязана ему всем, чему когда-либо могла научиться». В ранние годы отец читал ей книги, рассказывающие о детском труде. Также Уильям посвящал её в детали своей работы, и уже к 10 годам Флоренс могла прочитать работу своего отца — «Ресурсы Калифорнии».
Кэролайн Бартрам Бонсолл, мать Флоренс Келли, была не менее значимой фигурой. Бонсолл состояла в родстве со знаменитым квакером и ботаником Джоном Бартрамом. Родители Бонсолл умерли довольно рано, и она была усыновлена Исааком и Кей Плаг. Келли провела много счастливых лет со своими бабушкой и дедушкой. Двоюродная бабушка Келли, Сара Плаг, была квакером и противницей рабства. Её решение отказаться от использования хлопка и сахара из-за связи с рабским трудом произвело на маленькую Келли большое впечатление. Плаг была защитницей женщин и рассказывала Келли о жизни с точки зрения угнетённой женщины.
У Келли было два брата и пять сестёр, которые умерли в детстве. Троих сестёр назвали Джозефина Бартрам Келли, Кэролайн Линкольн Келли и Анна Каролина Келли. Первая умерла в возрасте десяти месяцев, вторая — в возрасте четырёх. Анна не дожила до семи лет.

### Обучение
В ранние годы Флоренс часто болела и была очень восприимчива к инфекциям, поэтому некоторое время не посещала школу. В те дни, когда она пропускала школу, она сидела в библиотеке отца и читала книги.
В 1882 году в 16-летнем возрасте посещала Корнеллский университет. Там она стала членом Phi Beta Kappa, а также написала диссертацию о неблагополучных детях. На выбор темы её натолкнули наставления и рассказы отца о малообеспеченных детях. Из-за её пола Флоренс не допустили в Школу права Пенсильванского университета, поэтому она год проучилась в «гильдии Нового столетия» — вечерней школе для работающих женщин в Филадельфии, в основании которой сама участвовала.
Затем поступила в аспирантуру Цюрихского университета — одно из первых европейских учебных заведений, присваивающих учёные степени женщинам. Там она попала в студенческий социалистический кружок и заинтересовалась работами Маркса и Энгельса, переведя, в частности, на английский язык книгу «Положение рабочего класса в Англии» в 1885 году.
Позже Келли получила степень юриста в Юридической школе Северо-Западного университета в 1894 году, после чего смогла открыть школу для работающих девушек в Пенсильвании.

### Личная жизнь
В 1884 году вышла замуж за Лазаря Вишневецкого, польского студента-медика из Российской империи. У них появилось на свет трое детей, но в 1891 году супруги развелись. К разводу Келли подтолкнуло насилие в семье, а также многочисленные долги мужа. Долгое время ей приходилось все это терпеть, поскольку она не находила поддержки у родных и близких. Потом она буквально сбежала в Чикаго и получила полную опеку над своими детьми. Она сохранила свою девичью фамилию, но предпочитала, чтобы ее называли «миссис Келли».

## Социальная деятельность
Ещё во время обучения Келли была членом студенческого социалистического общества, активисткой движения за избирательное право женщин и гражданские права афроамериканцев. Её перевод «Положения рабочего класса в Англии» используется до сих пор. Она была известна как «Миссис Ф. Келли Вишневецки», а также как Флоренс Келли. Кроме того, в память о своих умерших сёстрах, она стала одной из первых сторонниц избирательного права для женщин.
После развода и возвращения в США Келли начала активную деятельность по расследованию нарушения прав рабочих. «Гильдия нового столетия» намеревалась повысить качество условий труда и условий жизни низшего класса в городских районах. Организация вступила борьбу за трудовые законы, такие как минимальная заработная плата и восьмичасовой рабочий день, на местном, государственном и федеральном уровнях.
В Чикаго Келли организовала кампанию Нью-Йоркского общества трудящихся женщин в 1889 и 1890 годах, «чтобы их (женщин) включили в круг должностных лиц управления по проверке фабрик». К 1890 году Законодательное собрание Нью-Йорка приняло законы, предусматривающие создание восьми новых должностей для женщин в качестве государственных инспекторов фабрик. Также её многочисленные статьи, описывающие ужасные условия труда, привели к принятию в Иллинойсе ряда законов, в том числе запретивших детский труд и вводивших 8-часовой рабочий день для работниц, а сама она была назначена инспектором промышленных предприятий в штате, добившись улучшения условий труда для занятых в лёгкой промышленности.
В 1891—1899 годах вместе с Джейн Аддамс участвовала в деятельности чикагского благотворительного общественного центра (settlement house) Халл-хаус. Работа в Халл-хаус позволяла Келли развивать свою карьеру в социальной сфере, обеспечив ей тесную связь с другими общественными организациями и возможность добиваться улучшения прав работающих женщин и детей.
Находясь в Халл-хаусе, Келли сблизилась с Джейн Аддамс и Джулией Лантроп, которые вместе работали в области реформирования труда. Все три женщины были похожи — принадлежали к высшему и среднему классу и воспитывались политически активными отцами. Также сотрудничала в социальной сфере в борьбе за права неимущих, рабочего класса, женщин и детей с Эдит Эбботт, Грейс Эбботт и Элис Хэмилтон (профессиональным врачом, специализирующимся на профилактике профессиональных заболеваний), которые стали её подругами. 
Последствием взаимодействия с Чикагским женским клубом, работавшим под эгидой Джейн Аддамс, стало создания бюро женского труда. Халл-хаус дал Келли возможность развиваться вне мужских организаций, сосредоточившись на социальных проектах для женщин, которым в то время был заказан путь в официальную политику.  Ей приписывают начало движения феминизма за социальную справедливость. После окончания юридического факультета Северо-Западного университета Келли стала членом коллегии адвокатов.
В 1899 году переехала в Нью-Йорк и стала основателем и первым генеральным секретарём Национальной лиги потребителей, в 1904 году основала Комитет детского труда. Вступила в Межуниверситетское социалистическое общество, бывшее неофициальным студенческим крылом Социалистической партии Америки. Была соратницей Уильяма Дюбуа, в 1909 году участвовала в создании Национальной ассоциации содействия прогрессу цветного населения, боролась против расовой сегрегации и за принятие законов, запретивших линчевание. Также в течение нескольких лет она была вице-президентом Национальной американской ассоциации за женское равноправие.

## Фабричные инспекции и детский труд
Когда Келли была еще маленькой, отец водил её по ночам по стекольным заводам. Это повлияло на её стремление запретить детям в возрасте до 14 лет работать, а также бороться за ограничение рабочего времени для детей в возрасте до 16 лет. Она утверждала, что детей нужно воспитывать, чтобы они были умными людьми, а основной целью стало обеспечение права детей на образование.
С 1891 по 1899 год Келли проживала в Халл-хаусе в Чикаго. В это время она стала организатором экскурсий представителей законодательных органов штатов в цеха, чем убедила лейбористские и гражданские группы лоббировать реформу законодательства. В 1893 году она стала первой женщиной, занявшей должность в штате, когда губернатор Питер Альтгельд назначил её главным фабричным инспектором штата Иллинойс — недавно созданную должность, неслыханную для женщины. Келли выбрала себе в помощники пять женщин и шесть мужчин. Одной из помощниц стала Алзина Стивенс, также проживавшая в Халл-хаусе. Также именно там она подружилась с Франком Альбертом Феттером, которого Чикагский университет попросил провести исследование окрестностей Чикаго. По предложению Феттера, который поступил на факультет Корнелла, Келли стала членом литературного общества Ирвинга Корнелла.
Келли была известна своей твёрдостью и неистовой энергией. Племянник основателя Халл-Хауса Джейн Аддамс называл её «самым жестким участником в бунте реформ, самым упорным борцом за хорошую жизнь для других, которого Халл-хаус когда-либо знал».
После того, как Келли предложила исследовать «потогонную систему» и «практику заключения контрактов на работу в домах бедных» в Чикаго, её назначили специальным агентом Бюро Статистики Труда штата Иллинойс. В своём отчёте она рассказала о сотрудниках, работающих по 16 часов в день, семь дней в неделю, с зарплатой, которая была столь низкой, что не позволяла содержать семью.
К 1893 году Законодательное собрание Иллинойса приняло первый фабричный закон, ограничивающий работу женщин до восьми часов в день и запрещающий приём на работу детей в возрасте до четырнадцати лет. В том же году штат принял охранительные трудовые законы, давшие начало прогрессивной эре социальных реформ.

## NAACP и работа над расовым равенством
По просьбе Уильяма Инглиша Уоллинга и Мэри Уайт Овингтон Келли стала одним из основателей Национальной ассоциации содействия прогрессу цветного населения (NAACP). Будучи членом совета директоров, она входила в комитеты по кадрам, бюджету, помощи образованию, борьбе с линчеванием и неравномерному расходованию школьных средств. По словам У. Э. Б. Дюбуа, Келли была хорошо известна тем, что задавала острые вопросы, которые помогали определить стратегию действий. Её публичные выступления были посвящены праву присутствия цветного населения в церквях, фондам социального обеспечения и проблемам социального неравенства.
В 1913 году она изучала федеральные схемы распределения средств на образование. И заметила неравномерность распределения между школами для белых и школами для цветных. Это побудило её инициативу к созданию законопроекта, получившего название «дискриминация Стерлинга» — в противовес принятому ранее закону Стерлинга Таунера, устанавливающего федеральную выплату в размере 2,98 доллара на душу населения для учителей цветных детей и 10,32 доллара на душу населения для учителей детей в школах для белых на юге и в Вашингтоне (округ Колумбия). NAACP придерживалась позиции, что эта выплата ещё сильнее закрепит практику дискриминации и пренебрежения государственными школами для цветных. Келли и У. Э. Б. Дюбуа разошлись во мнениях о том, каким образом повлиять на отмену этого законопроекта. Она хотела добавить формулировку, гарантирующую справедливое распределение финансирования независимо от расы. Дюбуа считал, что, наоборот, следует добавить пункт, акцентирующий внимание на расовой принадлежности, поскольку это потребует от федерального правительства обеспечить справедливое отношение к школам для цветных. Келли опасалась, что если к законопроекту добавить что-то о расе, то он не пройдет через Конгресс. Она хотела, чтобы законопроект был принят, чтобы затем иметь возможность внести в него необходимые изменения. Поэтому, когда законопроект был принят, он призывал к равному распределению между школами, которое должно осуществляться Штатами на основе численности населения. Оставался вопрос о том, будут ли Штаты распределять деньги поровну.
Келли не соглашалась с NAACP и Дюбуа и по другим вопросам. Закон Шеппарда-Таунера был самым острым вопросом, породившим немало разногласий между ними. Закон предусматривал оказание помощи матерям во время беременности и детям — в младенчестве. NAACP и Дюбуа были против законопроекта, потому что не было никаких положений, предотвращающих дискриминацию при распределении средств цветным женщинам. В отличие от своей позиции о справедливом распределении средств на образование, Келли не требовала каких-либо положений о справедливом распределении, поскольку знала, что законопроект никогда не пройдет, если будет введен пункт о расе, особенно учитывая оппозицию, присутствующую в южных штатах. Келли считала, что гораздо важнее принять закон, даже в его ограниченной форме, чтобы обеспечить хоть какое-то финансирование и установить основной принцип социального обеспечения. В конце концов Келли заручилась поддержкой NAACP в этом вопросе, пообещав следить за законопроектом, и в случае, если он будет принят — неустанно работать над равенством для всех, независимо от расы.
В 1917 году она участвовала в Нью-Йоркском марше молчаливого протеста, выступая против насилия белых граждан против цветных в Ист-Сент-Луисе, штат Иллинойс, ставшего причиной расовых беспорядков. Чтобы оказать давление на Конгресс с целью отмены линчевания, она обратилась к национальной женской Лиге избирателей с просьбой поддержать законопроект «О борьбе с линчеванием» в 1922 году. Несмотря на бездействие Лиги, в 1926 году Келли самостоятельно отыскала информацию и подготовила серию писем Артуру Б. Спингарну из NAACP о многочисленных случаях линчевания в Соединенных Штатах. Чтобы заручиться поддержкой средств массовой информации, Келли также предложила редакторам газет, выступавшим против линчевания, их опубликовать.
Келли использовала личные связи в Конгрессе, чтобы избежать дискриминации при принятии законов, а также активно задействовала совет директоров NAACP в выступлениях против таких законопроектов. Можно говорить о том, что Флоренс Келли стала одной из фигур, заложивших традицию протеста против расовой дискриминации, которая возникла в середине 20-го века.
После выхода фильма «Рождение нации» Келли и другие лидеры NAACP провели демонстрации во многих городах против показа фильма из-за расистского содержания по отношению к цветному населению. В 1923 году Келли боролась за принятие Национальной ассоциации цветных женщин (NACWC) в состав Объединённого комитета Конгресса женщин, который был образован в 1920 году. Она достигла этой цели к январю 1924 года, когда 15 из 17 организаций, утвердили NACWC членом Комитета.

## Национальная Лига потребителей и восьмичасовой рабочий день
С 1899 по 1926 год Келли проживала в сетлементе на Генри-стрит в Нью-Йорке.  Будучи там, она основала и стала генеральным секретарём Национальной лиги потребителей, которая была решительно настроена против потогонного производства. На посту руководителя она занималась информированием общественности и повышения осведомлённости о проблеме, а также инициированием принятия государственного законодательства для защиты трудящихся, в первую очередь женщин и детей. Лига потребителей установила кодекс стандартов, которые добивались повышения заработной платы, сокращения рабочего времени и требовали обеспечения хотя бы минимальным количеством санитарных объектов. Также в рамках деятельности Национальной лиги потребителей Келли занималась сбором данных о рабочем времени и заработной плате женщин в своём районе, которые позже использовала в своей активной политике. Келли также была наставником для молодых активистов, например, Мэри ван Клик, которая некоторое время работала в Лиге потребителей.
В общей сложности Флоренс Келли способствовала открытию 64 представительств Лиги потребителей в стране для продвижения и принятия Трудового законодательства. Она часто выступала с обращениями к законодателям и расширяла сеть Лиги через женские клубы. Одной из самых трудоёмких задач стало установление рабочего дня, ограниченного восемью часами. К 1892 году законодательный орган штата Иллинойс принял первый фабричный закон, который ограничивал восемью часами рабочее время для женщин и запрещал принимать на работу детей в возрасте до четырнадцати лет. В 1907 году она задействовала все ресурсы в деле «Мюллер против Орегона», рассматриваемом в Верховном Суде по вопросу отмены ограничения на количество рабочих часов для женщин, занятых на неопасном производстве. Келли приложила руку к созданию «брифа Брандейса», первого документа в правовой истории Соединенных Штатов, большая часть которого содержала компиляцию научной информации, а не юридические цитаты. Содержавшиеся там социологические и медицинские доказательства опасности долгой работы в итоге создали прецедент признания Верховным судом социологических доказательств, которые впоследствии были использованы и в рассмотрении других дел, в частности в деле Брауна против Совета по образованию. Стремление Келли обеспечить соблюдение восьмичасового рабочего дня для женщин было позже объявлено неконституционным Верховным судом штата Иллинойс в 1895 году, поскольку оно ограничивало женщин от заключения контрактов на более длительный рабочий день.
В 1909 году Келли участвовала в создании Национальной ассоциации содействия прогрессу цветного населения (NAACP), а затем стала другом и союзником У.Э.Б. Дюбуа. Она также работала над улучшением законодательства о детском труде и условиях труда.
В 1917 году она снова подала заявление в Верховный суд о восьмичасовом рабочем дне, теперь уже для рабочих «на любой фабрике, заводе или производственном предприятии», в деле Бантинга против штата Орегон.
Национальная лига потребителей инициировала введение «белой этикетки потребителя» на одежде, которая способствовала ограничению швейного производства с использованием детского труда и улучшению условий труда. Она возглавляла Национальную лигу потребителей до самой своей смерти в 1932 году.

## Другие достижения
В 1907 году Келли основала Комитет Нью-Йорка по загруженности населения. После этого она с Мэри Кингсбери Симкович спонсировали выставку, посвящённую причинам и последствиям застоя и способам выхода из ситуации, которая стала катализатором первой Национальной конференции по вопросам градостроительства в 1909 году. Келли сотрудничала с Жозефиной Голдмарк во время работы над «брифом Брайдена», который демонстрировал вредное влияние сверхурочной работы на здоровье женщин. Этот документ стал одним из определяющих аргументов поддержки в деле Мюллера против штата Орегон в 1908 году, хотя Верховный суд и вынес решение против женщин, работающих в прачечных в этом деле.
Келли также лоббировала принятие Конгрессом закона Китинга-Оуэна о детском труде 1916 года, который запрещал продажу продуктов, созданных на фабриках, где работали дети, младше тринадцати лет. В дополнение к этому закону, она также лоббировала закон Шеппарда-Таунера, который запустил первую в стране программу социального обеспечения для борьбы с материнской и младенческой смертностью, путём финансирования медицинских клиник, специализирующихся в этих областях.
В 1912 году она создала Американское детское бюро — федеральное агентство по надзору за благополучием детей.

## Память
Келли умерла в возрасте 72 лет в Джермантауне (Филадельфия) 17 февраля 1932 года. Она похоронена на кладбище Лорел-Хилл в Филадельфии.
Международный проект «Мой герой» назвал её героем-ангелом.

## Публикации
- «Ответственность потребителя» Нью-Йорк: Национальный комитет по детскому труду, 1908[29].

В этой работе Келли утверждает, что потребитель обязан использовать свою покупательную способность для предотвращения моральных проблем, связанных с условиями труда, такими как использование детского труда.  Проще говоря, она отстаивает современную фразу: «Голосуйте своим долларом». Далее она утверждает, что для того, чтобы судить об условиях труда, граждане должны требовать адекватных статистических данных о таких условиях от своих штатов и федеральных правительств.
- «Современное состояние законодательства о минимальной заработной плате». Нью-Йорк: Национальная лига потребителей, 1913[30].

В работе приводится краткая история зарождения законодательства о минимальной заработной плате в Англии и Соединённых Штатах. Келли предостерегает штаты страны от слишком быстрого одобрения поспешно и плохо написанного закона, с тем расчетом, чтобы суд мог отменить его, тем самым создав прецедент для аналогичных законов. Также она проводит исследование того, как общество в конечном счёте несёт расходы за невыплату достаточной минимальной заработной платы, заботясь о бедных и содержании тюрем.
- «Современная промышленность: по отношению к семье, здоровью, образованию, нравственности». Нью-Йорк: Longmans, Green, 1914.
- «Женщины в промышленности: Восемь часов работы в день и отдых ночью, подтверждённые Верховным судом Соединенных Штатов». Нью-Йорк: Национальная лига потребителей, 1916.
- «Двадцать вопросов о Федеральной поправке, предложенной Национальной женской партией». Нью-Йорк: Национальная лига потребителей, 1922.
- «Заметки шестидесяти лет: Автобиография Флоренс Келли». Чикаго: C.H. Kerr Pub. Co., 1986[31].
- «Необходимость теоретической подготовки к деятельности в сфере благотворительности». 1887[31].

В работе Келли утверждает, что без необходимой теоретической подготовки благотворительность сведётся, скорее всего, к воспроизведению нынешней капиталистической социально-экономической системы, которая, образуя замкнутый круг, в первую очередь приводит к необходимости благотворительности. В сущности, нужна теоретическая подготовка, чтобы лечить причины, а не симптомы. Она доказывает эту теорию, различая два типа филантропии: буржуазную филантропию и филантропию рабочего класса. Буржуазная филантропия «стремится вернуть рабочим часть того, что у них отнимает наша социальная система, поддерживая свою состоятельность», и таким образом, она скорее паллиативна, сохраняя прежний порядок вещей, не приводя к какому-либо иному результату, чем возвращение к проблеме. Филантропия рабочего класса, с другой стороны, направлена на ослабление капиталистической системы посредством сокращения рабочего дня, ограничения работы детей и других подобных решений. Эти меры приводят к снижению произведённой добавочной стоимости, что противоречит капиталистической системе. Таким образом, Келли приходит к выводу, что настоящая филантропическая работа заключается в повышении классового сознания.